# Harry Cleven
Harry Cleven, né le 19 août 1956 à Malmedy est un acteur, scénariste et réalisateur belge.

## Filmographie partielle

### Acteur

#### Cinéma
- 1984 : Du sel sur la peau de Jean-Marie Degèsves : Jean-Claude
- 1984 : Rue barbare de Gilles Béhat
- 1985 : L'Amour braque de Andrzej Zulawski : Pluto
- 1985 : Adieu blaireau de Bob Decout : un sbire de Poupée
- 1986 : Le Môme d'Alain Corneau
- 1986 : Kamikaze de Didier Grousset
- 1987 : Mascara de Patrick Conrad
- 1988 : L'Œuvre au noir d'André Delvaux : l'officier
- 1989 : La Soule de Michel Sibra
- 1990 : Monsieur de Jean-Philippe Toussaint
- 1991 : Le Jour du chat, court métrage d'Alain Berliner
- 1991 : Toto le héros de Jaco Van Dormael
- 1991 : Le Secret de Sarah Tombelaine de Daniel Lacambre
- 1993 : Hélas pour moi de Jean-Luc Godard
- 1994 : Mina Tannenbaum de Martine Dugowson
- 1994 : Les Braqueuses de Jean-Paul Salomé
- 1994 : La Partie d'échecs d'Yves Hanchar
- 1996 : Le Huitième jour de Jaco Van Dormael
- 1996 : For ever Mozart de Jean-Luc Godard
- 1997 : Hombres complicados de Dominique Deruddere
- 1998 : Le Mur d'Alain Berliner
- 2004 : Pour le plaisir de Dominique Deruddere
- 2006 : Président de Lionel Delplanque
- 2009 : Mr. Nobody de Jaco Van Dormael
- 2009 : Amer d'Hélène Cattet et Bruno Forzani

### Réalisateur

#### Cinéma
- 1993 : Abracadabra
- 2000 : Pourquoi se marier le jour de la fin du monde ?
- 2005 : Trouble
- 2016 : Mon ange
- 2021 : Zeria

#### Télévision
- 1988 : Cinéma 16 (série)
- 2000 : Louis la Brocante (série)
- 2007 : Les diablesses (pour la RTBF)
- 2009 : Les Héritières
- 2011 : La Fille de l'autre d'après le roman Comme une mère de Karine Reysset[1]
- 2014 : Couvre-feu